# Ulysses Livingston
Ulysses Livingston (*  29. Januar 1912 in Bristol (Tennessee); † 7. Oktober 1988 in Los Angeles) war ein US-amerikanischer Jazzgitarrist (auch E-Bass, Gesang) des Swing.
Livingston spielte in der Band des West Virginia State College, spielte bei Horace Henderson und in Varieté-Shows auf Tour. Ab Mitte der 1930er-Jahre spielte er mit Lil Armstrong, Frankie Newton, Sammy Price, Coleman Hawkins und 1938/39 bei Benny Carter. Er zog nach New York und begleitete 1940 bis 1942 Ella Fitzgerald. Nach kurzer Zeit beim Militär spielte er ab 1943 an der Westküste der USA. Er sang mit den Spirits of Rhythm und leitete eine eigene Band (Four Blazes). 1947 spielte er mit Cee Pee Johnson auf Hawaii. In den 1950er-Jahren arbeitete er als freischaffender Musiker mit West-Coast-Jazzmusikern, als Studiomusiker und wurde Plattenproduzent. Ab den 1970er-Jahren spielte er auch E-Bass.
Die Diskographie von Tom Lord verzeichnet von 1939 bis 1971 74 Aufnahmen, an denen Livingston mitwirkte. Er nahm unter anderem mit Pete Johnson, Frankie Newton, Benny Carter, den Varsity Seven, Billie Holiday, Ella Fitzgerald, Illinois Jacquet, Rex Stewart, Joe Sullivan, Nellie Lutcher, Jazz at the Philharmonic und verschiedenen Rhythm & Blues Gruppen auf.